# Crenicichla menezesi
Crenicichla menezesi es una especie de peces de la familia Cichlidae.

## Morfología
Los machos pueden llegar alcanzar los 14,6 cm de longitud total.

## Distribución geográfica
Se encuentran en ríos de Maranhão (Brasil).